# Андреев, Владимир Николаевич (биолог)
Владимир Николаевич Андреев (1907—1987) — советский биолог, лауреат Сталинской премии (1951).

## Биография
Родился мае 1907 года в Санкт-Петербурге. Отец — Николай Николаевич Андреев (1876—1954), историк, социолог, социал-демократ, в 1922—1938 и 1940—1949 преподаватель ленинградских вузов, в 1938 был арестован, в июле 1940 реабилитирован. Мать — Елена Владимировна Геллер, для женитьбы на ней Н. Н. Андреев перешёл из православия в лютеранство.
После окончания школы поступил на биологический факультет в Ленинградский университет. В 1928 году его направили на практику в Канинскую тундру Архангельской области. Жил среди оленеводов, изучал оленьи пастбища, писал дипломную работу на тему «Растительность оленьих пастбищ Канинской тундры».
В 1929 году окончил университет, поступил в аспирантуру. В 1935 году была присвоена ученая степень биологических наук. В это время он занимался исследованием оленьих пастбищ Большеземельской и Карской тундр, полуострова Ямал, Полярного Урала. Им была разработана методика воздушно-глазомерного обследования оленьих пастбищ, которую он использовал при обследовании районов Крайнего Севера. Его методики позволили геоботаникам более качественно подходить к вопросам землеустройства оленеводческих хозяйств.
В 1940 году институт полярного земледелия направляет его в командировку в город Нарьян-Мар в качестве научного сотрудника на зональную опытную станцию для внедрения разработанного им метода аэровизуального обследования оленьих пастбищ. В 1942 году он становится директором этой станции.
В 1941—1942 годах было поручено важное оборонное задание — строительство аэродрома в окрестностях города, который должен был служить запасной площадкой для полетов военных самолетов на Новую Землю. Впоследствии этот аэродром еще долго служил жителям Ненецкого автономного округа и стал первым сухопутным аэропортом в Нарьян-Маре.
В 1946 году он с семьей возвращается в Ленинград.
В 1951 году получает Сталинскую премию за выдающиеся изобретения и коренные усовершенствования методов производственной работы второй степени за разработку рациональных приемов ведения оленеводческого хозяйства.
В 1955 году он защищает докторскую диссертацию «Растительный покров Восточно-Европейской тундры и мероприятия по его использованию и преобразованию».
В 1987 году умер в Якутске.